# Baubionik
Die Baubionik oder Architekturbionik, auch „natürliches Bauen“ genannt, ist ein Teilgebiet der Bionik.
Die Bionik ist eine interdisziplinäre Wissenschaft, in der z. B. Biologen, Physiker und andere Naturwissenschaftler mit Ingenieuren, Architekten und Designern zusammenarbeiten. Die Baubionik beschreibt die Übertragung von Phänomenen aus der Natur auf technische Funktionen, die für die Architektur und Funktionen eines Gebäudes relevant sein können.
1970 wurde an der Universität Stuttgart der Sonderforschungsbereich „Weitgespannte Flächentragwerke“ eingerichtet, 1994 folgte der Sonderforschungsbereich „Natürliche Konstruktionen“. In der schulischen Ausbildung beschränkt sich die Architekturvermittlung meist auf den Kunstunterricht. Baubionik könnte auch im Fach Biologie oder in Projektwochen behandelt werden.

## Vorbilder
Bionik heißt von der Natur lernen.
In der Baubionik dienen beispielsweise Spinnennetze als Vorbild für Seilkonstruktionen, Blattüberlappungen als Vorbild für eine ideale Flächenbedeckung oder das Wabenprinzip für eine vorbildliche Flächennutzung. Für Lüftungsflügel an Gebäuden haben sich Baubioniker einen natürlichen Bewegungsmechanismus zunutze gemacht, so dass sie weder Energie noch Elektronik für die Bewegung benötigen. „Das Material ersetzt die Maschine“, sagt der in Stuttgart lehrende Architekt Achim Menges. In Rom stellten Architekten eine Hochhauskonstruktion nach dem Vorbild der Rosettenpflanze vor, bei der einzelne Wohneinheiten so ineinander verschachtelt sind, dass sie sich im Sommer gegenseitig Schatten spenden und sich im Winter möglichst wenig Sonne wegnehmen. Ein weiteres Vorbild ist der Lotuseffekt. Die Oberfläche der Lotusblüte besteht aus feinsten Härchen, die dicht beieinander stehen und die Blüte vor Schmutz schützen. Im Bauwesen werden solche selbstreinigenden Oberflächen an Fassaden, Dächern, Glasflächen und Zeltkonstruktionen eingesetzt.

## Architekten und Bionik
Die Baubionik bietet Bauingenieuren, Architekten und Designern die Möglichkeit, neue Ideen zu entwickeln.
Dabei können sie nicht nur auf technische Konzepte zurückgreifen, sondern sich auch an Vorbildern aus der Natur orientieren. Bionisch (biologisch inspiriert) sind letztlich aber nur Teile des Bauwerks, da in der Regel technische Verfahren mit Erkenntnissen aus der Natur kombiniert werden. Dennoch wird ein Bauwerk als bionisch bezeichnet, wenn die prägenden Elemente biologisch inspiriert sind. Dabei werden Forschungsergebnisse aus der Natur von Bauingenieuren, Architekten und Designern als Grundlage genommen.
Die Baubionik wird kritisch betrachtet, wenn Formen der Natur in Bauwerken nur nachgeahmt werden und lediglich als ästhetische Vorlagen dienen, wie z. B. Meeresmuscheln, Libellenflügel oder Flügelblätter. Dieser künstlerisch orientierten Bionik steht die evolutionäre Baubionik gegenüber, bei der sich die Bioniker auf den Optimierungscharakter der Evolution berufen, indem sie optimale bautechnische Lösungen anstreben.

## Beispiele

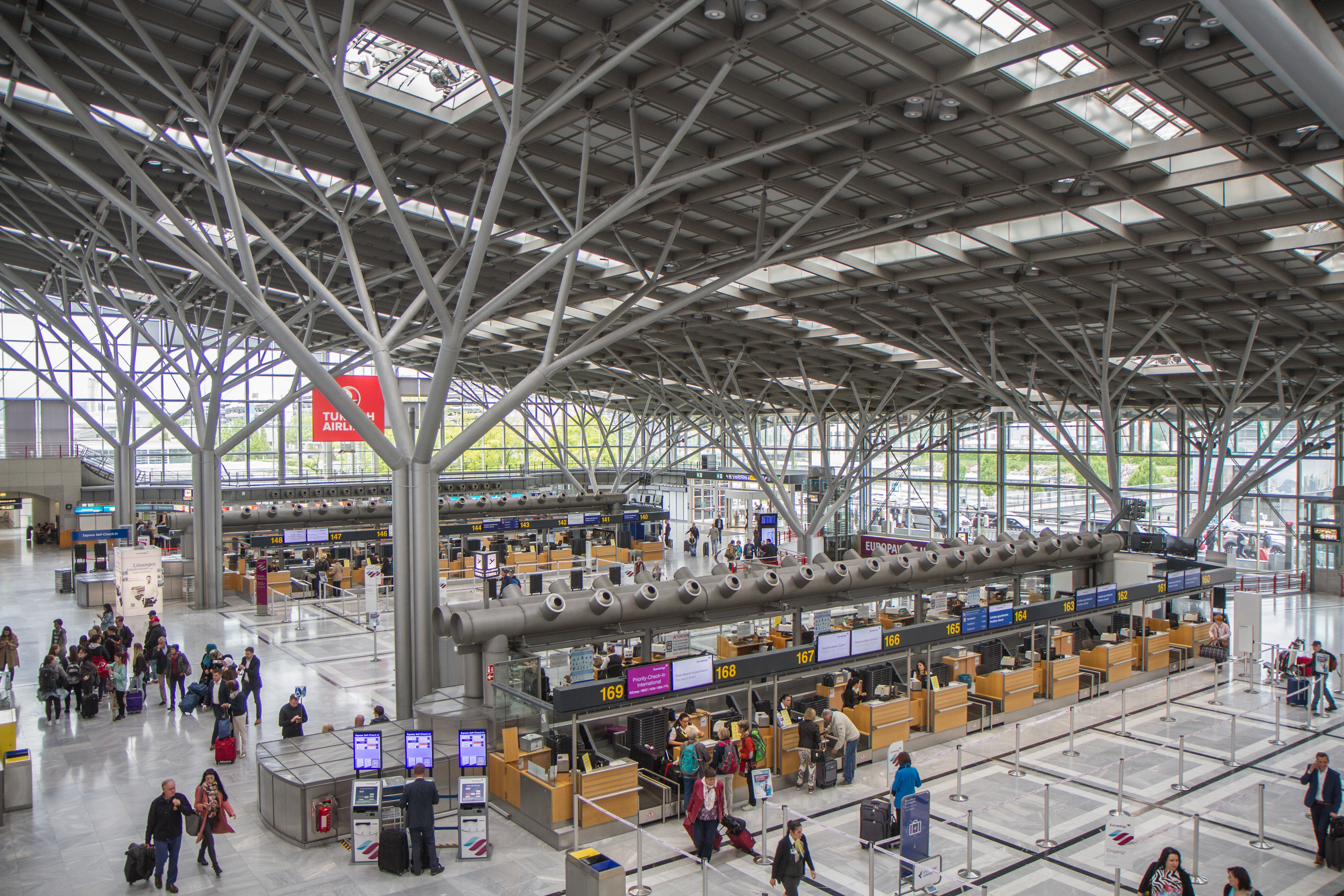
Baumstützen im Stuttgarter Flughafen

- Baumstützen: Das neue Terminal 1 des Stuttgarter Flughafens wurde 1986–1991 nach einem Entwurf von Meinhard von Gerkan mit 18 Baumstützen errichtet. Die Baumstützen tragen das abgetreppte Pultdach und lassen das Gebäude neben ihrer bionischen Funktion filigran und transparent erscheinen. Die Baumstützen sind einem Wald nachempfunden. Dieses konstruktive Element verzweigt sich wie ein echter Baum und trägt so die Flächenlast des Daches vom Stamm über die Äste bis in die Zweige. Neben ihrer Funktion nach dem Vorbild der Natur, der gleichmäßigen Flächenverteilung, gelten die Baumstützen heute als charakteristisches Merkmal des Stuttgarter Flughafens.[10]

- Eastgate Centre: Im Eastgate Centre (Harare/Simbabwe) wurden Bürogebäude mit Lüftungselementen nach dem Prinzip von Termitenbauten errichtet. Das Gebäude kann fast ohne Heizung und Belüftungsanlage auf einer konstanten Innentemperatur gehalten werden. Dies geschieht mit Hilfe von Luftschächten, die wie in einem Termitenbau ein zusammenhängendes System bilden. Sobald dort erwärmte Luft aufsteigt, entsteht ein Unterdruck, der kältere Luft aus dem Zentrum des Gebäudes ansaugt. Durch diese entstehenden Drücke, die entweder kältere oder wärmere Luft ansaugen, bleibt die Innentemperatur auch bei schwankenden Außentemperaturen konstant.[11]